# Liste von Vulkanen in Frankreich
Dies ist eine Liste von Vulkanen in Frankreich, die während des Quartärs mindestens einmal aktiv waren.

## France métropolitaine(Mutterland Frankreichs)
| Bild | Name               | Gebirge/Insel                      | Département, Region               | Vulkantyp      | Letzte Eruption          | Höhe [m] | Geokoordinaten                |
| ---- | ------------------ | ---------------------------------- | --------------------------------- | -------------- | ------------------------ | -------- | ----------------------------- |
|      | Puy de la Bannière | Zentralmassiv                      | Puy-de-Dôme, Auvergne-Rhône-Alpes | Schlackenkegel | 63,4 ± 4,8 ka BP         | 733      | 45° 52′ 44″ N, 003° 02′ 01″ O |
|      | Puy de Barme       | Chaîne des Puys, Zentralmassiv     | Puy-de-Dôme, Auvergne-Rhône-Alpes | Schlackenkegel | 21,6 ± 7,0 ka BP         | 1102     | 45° 43′ 48″ N, 002° 55′ 48″ O |
|      | Cratère de Beaunit | Chaîne des Puys, Zentralmassiv     | Puy-de-Dôme, Auvergne-Rhône-Alpes | Maar           | 54 ± 7 ka BP             | 785      | 45° 54′ 00″ N, 002° 58′ 12″ O |
|      | Puy de Chalard     | Chaîne des Puys, Zentralmassiv     | Puy-de-Dôme, Auvergne-Rhône-Alpes | Schlackenkegel | unbekannt                | 840      | 45° 57′ 33″ N, 002° 58′ 27″ O |
|      | Puy de Charmont    | Chaîne des Puys, Zentralmassiv     | Puy-de-Dôme, Auvergne-Rhône-Alpes | Schlackenkegel | 29,9 ± 5,2 ka BP         | 1138     | 45° 40′ 48″ N, 002° 58′ 12″ O |
|      | Puy Chopine        | Chaîne des Puys, Zentralmassiv     | Puy-de-Dôme, Auvergne-Rhône-Alpes | Lavadom        | ca. 6550 v. Chr.         | 1181     | 45° 49′ 34″ N, 002° 57′ 18″ O |
|      | Puy de Combegrasse | Chaîne des Puys, Zentralmassiv     | Puy-de-Dôme, Auvergne-Rhône-Alpes | Schlackenkegel | 38,9 ± 7,0 ka BP         | 1120     | 45° 40′ 12″ N, 002° 57′ 00″ O |
|      | Puy de Côme        | Chaîne des Puys, Zentralmassiv     | Puy-de-Dôme, Auvergne-Rhône-Alpes | Schlackenkegel | ca. 5760 v. Chr.         | 1253     | 45° 47′ 51″ N, 002° 56′ 29″ O |
|      | Puy de Dôme        | Chaîne des Puys, Zentralmassiv     | Puy-de-Dôme, Auvergne-Rhône-Alpes | Lavadom        | 7840 v. Chr. ± 200 Jahre | 1464     | 45° 46′ 20″ N, 002° 57′ 57″ O |
|      | Maar d'Estivadoux  | Monts Dore, Zentralmassiv          | Puy-de-Dôme, Auvergne-Rhône-Alpes | Maar           | 4040 v. Chr. ± 150 Jahre |          | 45° 28′ 59″ N, 002° 54′ 11″ O |
|      | Puy Gonnard        | Chaîne des Puys, Zentralmassiv     | Puy-de-Dôme, Auvergne-Rhône-Alpes | Schlackenkegel | 44 ± 10 ka BP            | 854      | 45° 54′ 00″ N, 002° 58′ 12″ O |
|      | Puy des Goules     | Chaîne des Puys, Zentralmassiv     | Puy-de-Dôme, Auvergne-Rhône-Alpes | Schlackenkegel | unbekannt                | 1146     | 45° 48′ 32″ N, 002° 58′ 42″ O |
|      | Grand-Sarcouy      | Chaîne des Puys, Zentralmassiv     | Puy-de-Dôme, Auvergne-Rhône-Alpes | Lavadom        | unbekannt                | 1147     | 45° 48′ 52″ N, 002° 58′ 56″ O |
|      | Puy de Laschamp    | Chaîne des Puys, Zentralmassiv     | Puy-de-Dôme, Auvergne-Rhône-Alpes | Schlackenkegel | 44 ± 5 ka BP             | 1255     | 45° 43′ 48″ N, 002° 57′ 00″ O |
|      | Puy de Lassolas    | Chaîne des Puys, Zentralmassiv     | Puy-de-Dôme, Auvergne-Rhône-Alpes | Schlackenkegel | 6020 v. Chr. ± 150 Jahre | 1187     | 45° 42′ 36″ N, 002° 57′ 23″ O |
|      | Puy de Mey         | Chaîne des Puys, Zentralmassiv     | Puy-de-Dôme, Auvergne-Rhône-Alpes | Schlackenkegel | ca. 7740 v. Chr.         | 1136     | 45° 43′ 12″ N, 002° 58′ 12″ O |
|      | Puy de Montchal    | Monts Dore, Zentralmassiv          | Puy-de-Dôme, Auvergne-Rhône-Alpes | Schlackenkegel | 4040 v. Chr. ± 150 Jahre | 1094     | 45° 29′ 14″ N, 002° 53′ 04″ O |
|      | Puy Montchier      | Chaîne des Puys, Zentralmassiv     | Puy-de-Dôme, Auvergne-Rhône-Alpes | Schlackenkegel | ca. 5760 v. Chr.         | 1210     | 45° 45′ 00″ N, 002° 57′ 00″ O |
|      | Puy de Montcineyre | Monts Dore, Zentralmassiv          | Puy-de-Dôme, Auvergne-Rhône-Alpes | Schlackenkegel | 4040 v. Chr. ± 150 Jahre |          | 45° 27′ 28″ N, 002° 54′ 19″ O |
|      | Puy de Montgy      | Chaîne des Puys, Zentralmassiv     | Puy-de-Dôme, Auvergne-Rhône-Alpes | Schlackenkegel | 44 ± 7 ka BP             | 1131     | 45° 41′ 56″ N, 002° 56′ 02″ O |
|      | Puy de Montiroir   | Chaîne de la Sioule, Zentralmassiv | Puy-de-Dôme, Auvergne-Rhône-Alpes | Schlackenkegel |                          | 698      | 45° 51′ 52″ N, 002° 55′ 35″ O |
|      | Puy de la Nugère   | Chaîne des Puys, Zentralmassiv     | Puy-de-Dôme, Auvergne-Rhône-Alpes | Schlackenkegel |                          | 994      | 45° 58′ 13″ N, 002° 59′ 04″ O |
|      | Puy Pariou         | Chaîne des Puys, Zentralmassiv     | Puy-de-Dôme, Auvergne-Rhône-Alpes | Schlackenkegel | ca. 6250 v. Chr.         | 1209     | 45° 47′ 51″ N, 002° 58′ 21″ O |
|      | Puy de Paugnat     | Chaîne des Puys, Zentralmassiv     | Puy-de-Dôme, Auvergne-Rhône-Alpes | Schlackenkegel | 30,5 ± 7,0 ka BP         | 896      | 45° 52′ 55″ N, 002° 58′ 42″ O |
|      | Lac Pavin          | Monts Dore, Zentralmassiv          | Puy-de-Dôme, Auvergne-Rhône-Alpes | Maar           | 4040 v. Chr. ± 150 Jahre | 1197     | 45° 29′ 45″ N, 002° 53′ 17″ O |
|      | Petit-Sarcouy      | Chaîne des Puys, Zentralmassiv     | Puy-de-Dôme, Auvergne-Rhône-Alpes | Schlackenkegel | 31,5 ± 5,0 ka BP         | 1038     | 45° 49′ 10″ N, 002° 58′ 55″ O |
|      | Puy de Tartaret    | Chaîne des Puys, Zentralmassiv     | Puy-de-Dôme, Auvergne-Rhône-Alpes | Schlackenkegel | 27,8 ± 6,0 ka BP         |          | 45° 34′ 19″ N, 002° 56′ 05″ O |
|      | Gour de Tazenat    | Chaîne des Puys, Zentralmassiv     | Puy-de-Dôme, Auvergne-Rhône-Alpes | Maar           | > 29,0 ka BP             | 625      | 45° 58′ 48″ N, 002° 59′ 28″ O |
|      | Puy de la Toupe    | Chaîne des Puys, Zentralmassiv     | Puy-de-Dôme, Auvergne-Rhône-Alpes | Schlackenkegel | 45,5 ± 7,0 ka BP         |          |                               |
|      | Puy de la Vache    | Chaîne des Puys, Zentralmassiv     | Puy-de-Dôme, Auvergne-Rhône-Alpes | Schlackenkegel | 6020 v. Chr. ± 150 Jahre | 1167     | 45° 42′ 18″ N, 002° 57′ 44″ O |
|      | Puy Vasset         | Chaîne des Puys, Zentralmassiv     | Puy-de-Dôme, Auvergne-Rhône-Alpes | Lavadom        | ca. 6550 v. Chr.         |          | 45° 43′ 56″ N, 002° 56′ 38″ O |

## Französische Überseegebiete
| Bild | Name                         | Insel, Inselgruppe                   | Übersee-Département bzw. -Territorium  | Vulkantyp     | Letzte Eruption | Höhe [m]  | Geokoordinaten                |
| ---- | ---------------------------- | ------------------------------------ | -------------------------------------- | ------------- | --------------- | --------- | ----------------------------- |
|      | Macdonald-Seamount (Tamarii) | Austral-Inseln                       | Französisch-Polynesien                 | Seamount      | 1989            | −39       | 28° 59′ 00″ S, 140° 15′ 00″ W |
|      |                              | Mehetia, Gesellschaftsinseln         | Französisch-Polynesien                 | Schichtvulkan | unbekannt       | 435       | 17° 52′ 00″ S, 148° 04′ 00″ W |
|      | Moua Pihaa                   | Gesellschaftsinseln                  | Französisch-Polynesien                 | Seamount      | 1970            | −160      | 18° 19′ 00″ S, 148° 40′ 00″ W |
|      | Rocard                       | Gesellschaftsinseln                  | Französisch-Polynesien                 | Seamount      | 1972            | −2100     | 17° 38′ 30″ S, 148° 36′ 00″ W |
|      | Teahitia                     | Gesellschaftsinseln                  | Französisch-Polynesien                 | Seamount      | 1985            | −1400     | 17° 34′ 00″ S, 148° 51′ 00″ W |
|      |                              | Amsterdam                            | Französische Süd- und Antarktisgebiete | Schichtvulkan | unbekannt       | 881       | 37° 50′ 00″ S, 077° 31′ 00″ O |
|      | Boomerang Seamount           |                                      | Französische Süd- und Antarktisgebiete | Seamount      | 1995            | −650      | 37° 43′ 15″ S, 077° 49′ 30″ O |
|      |                              | Île aux Cochons, Crozetinseln        | Französische Süd- und Antarktisgebiete | Schichtvulkan | unbekannt       | 775       | 46° 06′ 00″ S, 050° 14′ 00″ O |
|      |                              | Île de l’Est, Crozetinseln           | Französische Süd- und Antarktisgebiete | Schichtvulkan | unbekannt       | 1090      | 46° 26′ 00″ S, 052° 12′ 00″ O |
|      |                              | Île de la Possession, Crozetinseln   | Französische Süd- und Antarktisgebiete | Schichtvulkan | unbekannt       | 934       | 46° 25′ 00″ S, 051° 45′ 00″ O |
|      | Mont Ross                    | Grande Terre, Kerguelen              | Französische Süd- und Antarktisgebiete | Schichtvulkan | unbekannt       | 1840      | 49° 35′ 00″ S, 069° 30′ 00″ O |
|      |                              | Sankt-Paul-Insel                     | Französische Süd- und Antarktisgebiete | Schichtvulkan | 1793            | 268       | 38° 43′ 00″ S, 077° 32′ 00″ O |
|      | Bouillantekette              | Basse-Terre                          | Guadeloupe                             | Maare         | 0,25 Ma BP      | unbekannt | 16° 07′ 00″ N, 061° 45′ 00″ W |
|      | Soufrière                    | Basse-Terre                          | Guadeloupe                             | Schichtvulkan | 1977            | 1467      | 16° 03′ 00″ N, 061° 40′ 00″ W |
|      | Montagne Pelée               | Martinique                           | Martinique                             | Schichtvulkan | 1932            | 1397      | 14° 49′ 00″ N, 061° 10′ 00″ W |
|      |                              | Hunter Island                        | Neukaledonien                          | Schichtvulkan | 1903            | 297       | 22° 24′ 00″ S, 172° 03′ 00″ O |
|      |                              | Matthewinsel                         | Neukaledonien                          | Schichtvulkan | 1956 ± 2 Jahre  | 177       | 22° 20′ 00″ S, 171° 19′ 00″ O |
|      |                              | Östlicher Gemini-Seamount (Oscostar) | Neukaledonien                          | Seamount      | 1996            | −80       | 20° 59′ 00″ S, 170° 17′ 00″ O |
|      | Piton de la Fournaise        | Réunion                              | Réunion                                | Schildvulkan  | 2019            | 2632      | 21° 13′ 51″ S, 055° 42′ 45″ O |
|      | Piton des Neiges             | Réunion                              | Réunion                                | Schildvulkan  | 12 ka BP        | 3069      | 21° 04′ 59″ S, 055° 28′ 59″ O |
|      |                              | Wallis-Inseln                        | Wallis und Futuna                      | Schildvulkane | unbekannt       | 143       | 13° 18′ 00″ S, 176° 10′ 00″ W |